# ジル・ド・ロベルヴァル

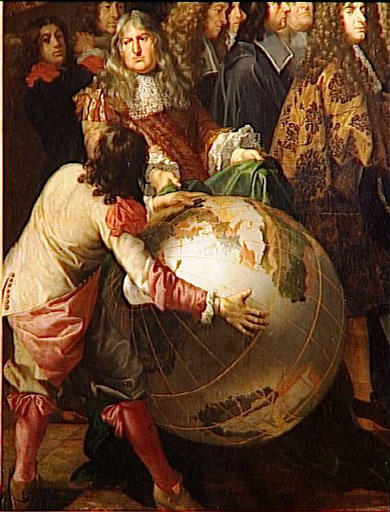
ジル・ド・ロベルヴァル

ジル・ド・ロベルヴァルまたはロベルヴァルのジル・ペルセンヌ（Gilles Personne de Roberval、1602年8月10日 - 1675年10月27日）はフランスの数学者。運動力学に業績があり、微積分学の先駆者の一人である。
ルネ・デカルトと同じく1627年のラ・ロシェルの包囲戦に参加した。同じ年パリにでて、1631年にジェルヴェ・コレージュ(Gervais College)の自然科学の教授に任じられた。その2年後、フランス王立学院の数学者となり、1675年に没するまでその地位にあった。
微積分学が確立される直前の数学者の一人で曲線の接線を求める解法に”Method of Indivisibles“という方法を用いた。
数学以外の分野では、コペルニクスの地動説を擁護する宇宙論を記し、「ロベルヴァルの秤」と呼ばれる、秤の機構を発明した。